# Riquita
Riquita  est une chanson française du duo Bénech et Dumont, fox trot chanté, paroles d'Ernest Dumont sur une musique de Louis Bénech, publiée en 1926 (après la mort de Bénech). La chanson traite de l'arrivée à Paris d'une Javanaise, sur les conseils d'un étranger.

## Discographie
- s.d., Robert Jysor (Pathé 5294 saphir)[1]
- s.d., Orchestre F. Combelle (Pathé 6951 saphir)[2]
- s.d., Emile Carrara et son accordéon (Concert hall V579 - 45 t.)[3]
- 1961, Lina Margy, Chansons de nos vingt ans n°2 (Odéon OS1267S  33 t.)[4]
- s.d., Georgette Plana (Vogue V451468 45 t.)[5]

## Filmographie
- 1968, Georgette Plana : scopitone.